# Абдаллах Карабай
Абдаллах Карабай (д/н — після 1757) — хівинський хан у 1757 році.

## Життєпис
Походив з гілки Чингизідів. Онук Кайип-хана, володаря Казахського ханства, другий син султана Батира. Відомостей про нього обмаль. При народженні звався Карабай.
1757 року його брата Каїп-хана було повалено повсталими емірами. Запідтримки батька стає новим хівинським ханом під і м'ям Абдаллах. Але невдовзі зазнав поразки від бухарського хана Мухаммада Рахіма з мангитів, ворогів Каїп-хана.
Абдаллах Карабай втік до володінь батьків, його подальша доля невідома. Новим ханом став інший казахський султан Тимур-Газі.